# Sarah Catherine Hook
Pour les articles homonymes, voir Hook.
Sarah Catherine Hook, née le 21 avril 1995 à Montgomery (Alabama), est une actrice américaine.

## Carrière
En 2022, elle tient l'un des rôles principaux de la série télévisée américaine Netflix pour adolescents, First Kill. Adaptée de la nouvelle du même nom de V. E. Schwab parue en 2020, elle y incarne Juliette, une vampire adolescente destinée à commettre son premier crime. 
En 2024, elle campe l'un des rôles principaux de la série télévisée américaine Sexe Intentions sur Prime, adaptation de la série de films du même titre.  
En 2025, elle incarne l'un des rôles principaux de la saison 3 de la série The White Lotus, sur HBO. 

## Filmographie
Sauf indication contraire, les informations mentionnées dans cette section peuvent être confirmées par la base de données cinématographiques IMDb,  présente dans la section « Liens externes ».

### Cinéma
- 2021 : Conjuring : Sous l'emprise du Diable : Debbie Glatzel[5]
- 2024 : Where Shall We Start (Court-métrage) : Diana

### Télévision

#### Séries télévisées
- 2017 : Brunkala : Lana
- 2019 : New York, unité spéciale : Meghan Gale (saison 21, épisode 8)
- 2020 : NOS4A2 : Rikki
- 2020 : Monsterland : Elena Milak
- 2021 : The Valley : Cindy Rella
- 2021 : American Crime Story : Catherine Allday Davis (2 épisodes)
- 2022 : First Kill : Juliette (8 épisodes)
- 2024 : Sexe Intentions : Caroline Merteuil (8 épisodes)
- 2025 : The White Lotus : Piper Ratliff (8 épisodes)